# Henry Lau
Henry Lau (Toronto, Ontário, 11 de outubro de 1989), mais conhecido como Henry, é um cantor, compositor, dançarino ator e rapper canadense. Ele era conhecido por ser membro do subgrupo do Super Junior, Super Junior-M. Sua língua principal é o inglês, mas ele também é fluente em mandarim e coreano. Ele também pode falar cantonês, um pouco de japonês e tailandês, também aprendeu francês no Canadá e está se empenhando em arábe. Henry fez sua estreia solo em junho de 2013, com o lançamento de seu EP de estreia, Trap. Também é integrante do projeto Younique Unit, ambos sob o selo da S.M. Entertainment.

## Biografia

### Primeiros anos
O pai de Lau é de Hong Kong, e sua mãe de Pingtung, Taiwan. Ele foi criado em Willowdale, Toronto, que é uma das áreas mais ricas da cidade de Toronto, Ontário, Canadá, localizado no bairro de North York. Ele participou da Kenollie Public School em Port Credit, Mississauga, Steelesview Public School, Zion Heights High School, e então na North Toronto Collegiate Institute na 9 ª série, com a participação na A.Y. Jackson Escola Secundária em Toronto para o resto de seus anos de colégio, antes de ser escolhido em 2006 na S.M. Entertainment Audition Global, em Toronto, Ontário. Apenas 2 pessoas, incluindo Lau, de 3000 foram recrutadas através da audição. Ele participou brevemente na Universidade de Toronto em 2007.
Lau tem especialização em violino, piano, popping, bateria, breakdance, dança latina, balé, beat box, rap, compondo música, atuando, tocando guitarra e cantando. Lau começou a aprender a tocar piano com cinco anos de idade, e  violino aos 6 anos de idade. Mais tarde, ele aprendeu a tocar violino elétrico em 2005. Ele também aprendeu uma forma única de dança chamado boogaloo popping, no ensino médio. Após apenas um ano de dança, Lau estava competindo em competições de dança (popping). Lau ganhou muitos prêmios, tais como Canadian Royal Conservatory of Music (RCM), Medalha de Prata para o Nível 10 Violino. Lau disse que tinha planejado se tornar um violinista profissional, mas nunca de se tornar um ídolo de k-pop antes de ser selecionado pela S.M. Entertainment em 2006. e também disse que escolheu se juntar a S.M. porque se ele virasse um músico clássico, ele não seria capaz de cantar, dançar, tocar piano, e tocar violino todos juntos.

### 2007-2009: Estréia com Super Junior-M
Lau apareceu como um violinista do grupo sul-coreano Super Junior no vídeo da música "Don't Don", lançado em setembro de 2007. A canção inclui uma parte de violino, que é tocado por Lau.
Em outubro de 2007, a S.M. Entertainment anunciou que Han Geng, do Super Junior, e Lau foram escolhidos como os primeiros membros do novo subgrupo do Super Junior, que iria estrear na China, chamado Super Junior-M, com "M" representando a palavra "mandarim". O grupo estreou na China em 8 de abril de 2008, no 8th Annual Music Chart Awards, com o lançamento de seu primeiro álbum oficial, Me, e o primeiro single, "U", que é um remake do grupo principal, juntamente com o seu vídeo musical. A música é diferente da versão original coreana: contém instrumentos de baixo mais pesado, e uma abordagem mais musical de hip hop e jazz. A música também tem pontes musicais extras, como uma ponte de violino executado por Lau e uma ponte de dança. O grupo é muito ativo na China, participando de programas de variedades, shows e fan-reuniões.
Lau fez uma participação especial no drama Stage of Youth, como ele próprio, que foi ao ar na CCTV2 em 2009.
Lau voltou a indústria da música após um ano do lançamento do Super Junior-M, com o lançamento do primeiro mini-álbum, Super Girl, em 23 de setembro de 2009. O mini-álbum foi muito bem sucedido, ganhou muitos prêmios, e o grupo até ganhou uma nomeação para o "Melhor Grupo Vocal" no 21st Golden Melody Awards, o equivalente chinês ao Grammy Awards.
Lau fez uma participação na música "Love Me" no primeiro álbum sigle de Zhang Liyin, Moving On, lançado em 29 de outubro de 2009.
Lau participo da segunda turnê asiática do Super Junior, Super Show 2, como parte do Super Junior-M, e também executou uma canção solo chamada "Sick Of Love", que ele produziu, compôs e escreveu-se. A canção é cantada em inglês.

### 2010: Produção musical
Lau entrou em hiato para estudar música em Berklee College of Music em Boston, Massachusetts.
Lau compôs uma música com o Leeteuk chamada "All My Heart" para o 4º álbum repackaged do Super Junior, Bonamana, lançado em 28 de junho de 2010.
Lau, Jonghyun e Jino gravaram uma canção intitulada "Don't Lie" para o primeiro álbum do SM The Ballad, Miss You, lançado em 29 de novembro de 2010.
Lau usou a música Baby de Justin Bieber para se apresentar na Super Show 3 Tour.

### 2011-2012: Participações,Final Recipe
Super Junior-M voltou em fevereiro de 2011, com o lançamento de seu segundo mini-álbum, Perfection, e seu primeiro single com o mesmo nome. O mini-álbum inclui uma faixa solo de Lau intitulada "Off My Mind", que ele produziu, compôs e escreveu.
Lau novamente com o Leeteuk, compuseram uma canção chamada "Andante" para o 5º álbum repackaged do Super Junior, A-cha, lançado em 19 de setembro de 2011.
Lau excursionou com Super Junior como um membro do Super Junior-M para a sua quarta turnê, Super Show 4. Ele cantou "Baby" de Justin Bieber mais uma vez durante a Super Show 4 em Seul, com um novo arranjo tendo a participação de Amber do f(x).
Ele também cantou músicas diferentes. Em Osaka, Japão, ele apresentou um medley de músicas do cantor americano Bruno Mars: ele começou a cantar "Billionaire" por Travie McCoy com seu violão, ele cantou "the Lazy Song" com uma banda, e, finalmente, cantou "Lighters" por Bad Meets Evil com o piano, e acabou por tocar violino. Em Singapura, ele também cantou sua canção solo "Off My Mind".
Super Junior com Lau e seu colega do Super Junior-M Zhou Mi lançaram o single "Santa U Are The One", feita para o álbum da SMTown, 2011 Winter SMTown – The Warmest Gift, lançado em 13 de dezembro de 2011.
Lau participou da trilha sonora do drama Skip Beat!, fazendo um rap na faixa "That's Love" em parceria com seu companheiro do Super Junior-M, Donghae. A trilha sonora foi lançada em 24 de fevereiro de 2011.
Lau junto com o cantor Key participaram do single One Dream da cantoa BoA. A canção foi lançada em 18 de março de 2012, e serviu como a tema de abertura para a audiçãoo Programa K-pop Star na SBS. O single foi incluído no sétimo álbum de estúdio coreano de BoA, Only One, lançado em 22 de julho de 2012.
Lau foi escalado para o papel principal do filme Final Recipe ao lado de renomada atriz Michelle Yeoh, que também produziu o filme. O filme conta a história do jovem aspirante a chef, Mark, interpretado por Lau, que decide participar de um concurso de culinária internacional, na tentativa de salvar o restaurante do seu avô.
Lau tornou-se membro do projeto Younique Unit com seu companheiro do Super Junior-M Eunhyuk, Taemin do Shinee, Kai e Luhan do EXO e Hyoyeon do Girls' Generation, para uma colaboração entre a S.M. Entertainment e Hyundai. O videoclipe do single "Maxstep" foi lançado em 31 de outubro de 2012.

### 2013-presente: Retorno com Super Junior-M e estreia solo
Lau foi destaque no comeback das Girls' Generation, "Romantic Fantasy" no Music Core. Ele cantou "I Am" por Yoon Mi-rae com Yuri e Hyoyeon em 1 de Janeiro de 2013.
Super Junior-M voltou em janeiro de 2013 com o lançamento de seu segundo álbum de estúdio, Break Down, lançado em 7 de janeiro de 2013, juntamente com o seu primeiro single com o mesmo nome. O álbum inclui duas canções compostas e produzidas pela equipe de Lau, Noize Bank, intitulado "Go" e "It's You". As letras para ambas as canções foram escritas por seu colega do Super Junior-M Zhou Mi. Noize Bank é uma equipe de produção musical composto por Lau, Gen Neo, Neil Nallas e Isaac Han.
Com a versão coreana do álbum lançado em 31 de janeiro, o Super Junior-M começou promoções coreanas para o álbum. Lau estreou em programas de música coreana como um membro do Super Junior-M, e performarão no M! Countdown, Music Bank, Music Core e Inkigayo. Ele também se apresentou no Seoul Music Awards com o grupo.
Em 6 de fevereiro de 2013 Lau foi anunciado como um concorrente na versão de celebridade do MasterChef Korea, intitulado MasterChef Korea Celebrity, exibida na Olive TV.
Em 30 de maio de 2013, Lau foi anunciado como o primeiro artista solo masculino da S.M. Entertainment em 13 anos, após a S.M. Entertainment ter revelado duas imagens misteriosas anunciando a estreia de seu novo artista solo em 29 de maio de 2013. Seu primeiro mini-álbum solo, intitulado Trap, foi lançado em 7 de junho de 2013. Em 31 de maio de 2013, um teaser do vídeo musical de "Trap" foi lançado pela S.M. Entertainment, e conta com seu companheiro do Super Junior-M Kyuhyun e Taemin. O vídeo da música foi lançado em 7 de junho de 2013.

## Discografia
| EP - 2013: Trap - 2014: Fantastic Singles - 2018: Monster - 2013: 1-4-3 (I Love You) | Singles - 2014: Fantastic |

### Trilhas sonoras e performances solo
| Ano  | Álbum                              | Canção             | Duração | Artista(s)                             |
| ---- | ---------------------------------- | ------------------ | ------- | -------------------------------------- |
| 2009 | "Moving On"                        | "Love Me"          | 03:33   | com Zhang Liyin                        |
| 2010 | S.M. The Ballad Vol.1 - Miss You   | "Don't Lie"        | 04:18   | Trio com SM The Ballad Jonghyun & Jino |
| 2012 | Only One                           | "One Dream"        | 02:28   | Trio com BoA & Key                     |
| 2014 | Ride Me                            | "Love That I Need" | 03:26   | com Super Junior Donghae & Eunhyuk     |
| 2015 | The Beat Goes On (Special Edition) | "Love That I Need" | 03:26   | com Super Junior Donghae & Eunhyuk     |
| 2015 | Persevere, Goo Haera Soundtrack    | "Love+"            | 03:32   | com Yoo Sung-eun                       |

## Filmografia

### Filmes
| Ano  | Título       | Personagem | Notas           |
| ---- | ------------ | ---------- | --------------- |
| 2013 | Final Recipe | Mark       | papel principal |

### Dramas
| Ano  | Título                    | Personagem     |
| ---- | ------------------------- | -------------- |
| 2009 | Stage of Youth (青春舞台) | cameo          |
| 2013 | My Sweet City             | Pengbo Yu      |
| 2015 | Persevere, Goo Hae Ra     | Henry Chen Tao |
| 2015 | Oh My Venus               | Kim Ji Woong   |

### Programas de variedades
| Ano  | Emissora       | Titulo                                       | Papel                    | Notas                                                 | Língua          |
| ---- | -------------- | -------------------------------------------- | ------------------------ | ----------------------------------------------------- | --------------- |
| 2007 | SBS            | Star King                                    | Convidado                |                                                       | Coreano         |
| 2008 | CCTV: CCTV-3   | 勇往直前                                     | Convidado                |                                                       | Chinês Mandarim |
| 2009 | CTV            | Variety Big Brother                          | Convidado                |                                                       | Chinês Mandarim |
| 2009 | HBS: Hunan TV  | Happy Camp                                   | Convidado                |                                                       | Chinês Mandarim |
| 2009 | SBS            | Star King                                    | Convidado                |                                                       | Coreano         |
| 2011 | SBS            | Strong Heart                                 | Convidado                |                                                       | Coreano         |
| 2011 | CCTV: CCTV-3   | 開心歌迷匯                                   | Convidado                |                                                       | Chinês Mandarim |
| 2011 | CTV            | Variety Big Brother                          | Convidado                |                                                       | Chinês Mandarim |
| 2013 | Olive TV       | MasterChef Korea Celebrity                   | Celebridade Participante |                                                       | Coreano         |
| 2013 | HBS: Hunan TV  | Happy Camp                                   | Convidado                |                                                       | Chinês Mandarim |
| 2013 | KBS2           | Happy Together                               | Convidado                |                                                       | Coreano         |
| 2013 | KBS            | Hello Counselor                              | Convidado                |                                                       | Coreano         |
| 2013 | KBS            | Mamma Mia                                    | Convidado                |                                                       | Coreano         |
| 2013 | MBC Every1     | Weekly Idol                                  | Convidado                | Episódio 116 com Kyuhyun                              | Coreano         |
| 2014 | MBC            | Real Man                                     | Elenco                   |                                                       | Coreano         |
| 2014 | KBS            | Happy Together                               | Convidado                |                                                       | Coreano         |
| 2014 | SBS            | Clenched Fist Chef                           | Membro Fixo              | Programa Especial Chuseok, com Victoria Song e Kangin | Coreano         |
| 2014 | JTBC           | Crime Scene                                  | Convidado                |                                                       | Coreano         |
| 2014 | tvN            | Always Cantare                               | Performance da Orquestra |                                                       | Coreano         |
| 2015 | KBS2           | Our Neighborhood Arts and Physical Education | Convidado                | Episódios 63-64                                       | Coreano         |
| 2015 | MBC            | We Got Married                               | Elenco                   | Com Yewon                                             | Coreano         |
| 2015 | SBS            | Roommate                                     | Convidado                | Com Amber e BamBam                                    | Coreano         |
| 2015 | KBS            | Happy Together                               | Convidado                | Com Amber                                             | Coreano         |
| 2015 | SBS            | Running Man                                  | Convidado                | Episódio 248                                          | Coreano         |
| 2015 | KBS            | 2 Days & 1 Night                             | Convidado                |                                                       | Coreano         |
| 2016 | SMG: Dragon TV | Sisters Over Flowers                         | Membro do elenco         |                                                       | Chinês Mandarim |

### Rádio
| Ano  | Estação de Rádio | Título                      | Notas                      |
| ---- | ---------------- | --------------------------- | -------------------------- |
| 2013 | KBS Cool FM      | Super Junior Kiss The Radio | Anfitrião "Goodnight Pops" |

### MC
| Ano  | Emissora | Título       | Notas                          |
| ---- | -------- | ------------ | ------------------------------ |
| 2013 | Arirang  | Simply K-pop | Episódio de 2 de Julho de 2013 |

### Programas deHong Kong
- 2011/05/01 《Hong Kong Asian-Pop Music Festival 2011》
- 2013/07/01 《Hong Kong Dome Festival》
- 2013/07/01 《Jade Solid Gold ( 2013勁歌金曲優秀選第一回 ) 》

### Programas deTaiwan
- 2011/04/04 《就是愛JK》
- 2011/04/05 《就是愛JK》
- 2011/04/04 《壹級娛樂》
- 2011/04/20 《佼個朋友吧》
- 2011/05/01 《驚奇四潮男》
- 2011/05/02 《日韓音樂瘋》
- 2011/05/03 《日韓音樂瘋》
- 2011/05/04 《日韓音樂瘋》
- 2011/05/07 《黃金舞台》(挑戰中國特技)
- 2011/05/14 《黃金舞台》[誰是大騙子(演技考驗)]
- 2011/05/21 《黃金舞台》(中華料理廚藝大比拼)
- 2011/05/28 《黃金舞台》(熱血男孩趣味競賽)
- 2011/06/04 《黃金舞台》(台灣傳統工藝)
- 2011/06/06 《台韓友好演唱會》
- 2011/06/04 《娛樂@亞洲》[當我們宅在台灣(上)]
- 2011/06/11 《娛樂@亞洲》[當我們宅在台灣(下)]
- 2011/09/25 《名人帶路》(平溪中文體驗任務)
- 2011/10/02 《名人帶路》(台南花園夜市美食大進擊)
- 2011/10/09 《名人帶路》(台北時尚新體驗)
- 2011/10/16 《名人帶路》(台中 2000元美味挑戰)
- 2011/10/23 《名人帶路》(刺激！中文測驗樂園)
- 2011/10/30 《名人帶路》(熱血海灘假期 墾丁)
- 2012/01/22 《名人帶路》(超坦白真心話大冒險)
- 2012/01/22 《名人帶路》(獨家花絮大直擊)